# Västra Hertonäs
Västra Hertonäs (finska Länsi-Herttoniemi) är ett delområde i stadsdelen Hertonäs i Helsingfors stad.
Västra Hertonäs hör till de första förorterna i Helsingfors. Den började byggas i slutet av 1940-talet efter att området inkorporerats med Helsingfors år 1946. 
Det enhetliga höghusområdet från 1950-talet ligger främst kring Skidbacksvägen. Byggnaderna består av rappade hus på vanligen fyra till fem våningar. Området är planerat så att det blir stora parkområden mellan kvarteren. Det finns också ett egnahemshusområde som består av så kallade frontmannahus i Västra Hertonäs. Kring metrostationen Igelkottsvägen finns ett annat höghusområde som delvis utökats på 1990-talet. Längs med Viksvägen finns det mera småhus. 
Vägnamnen i Västra Hertonäs följer temat namn på djur, förutom några undantag. 

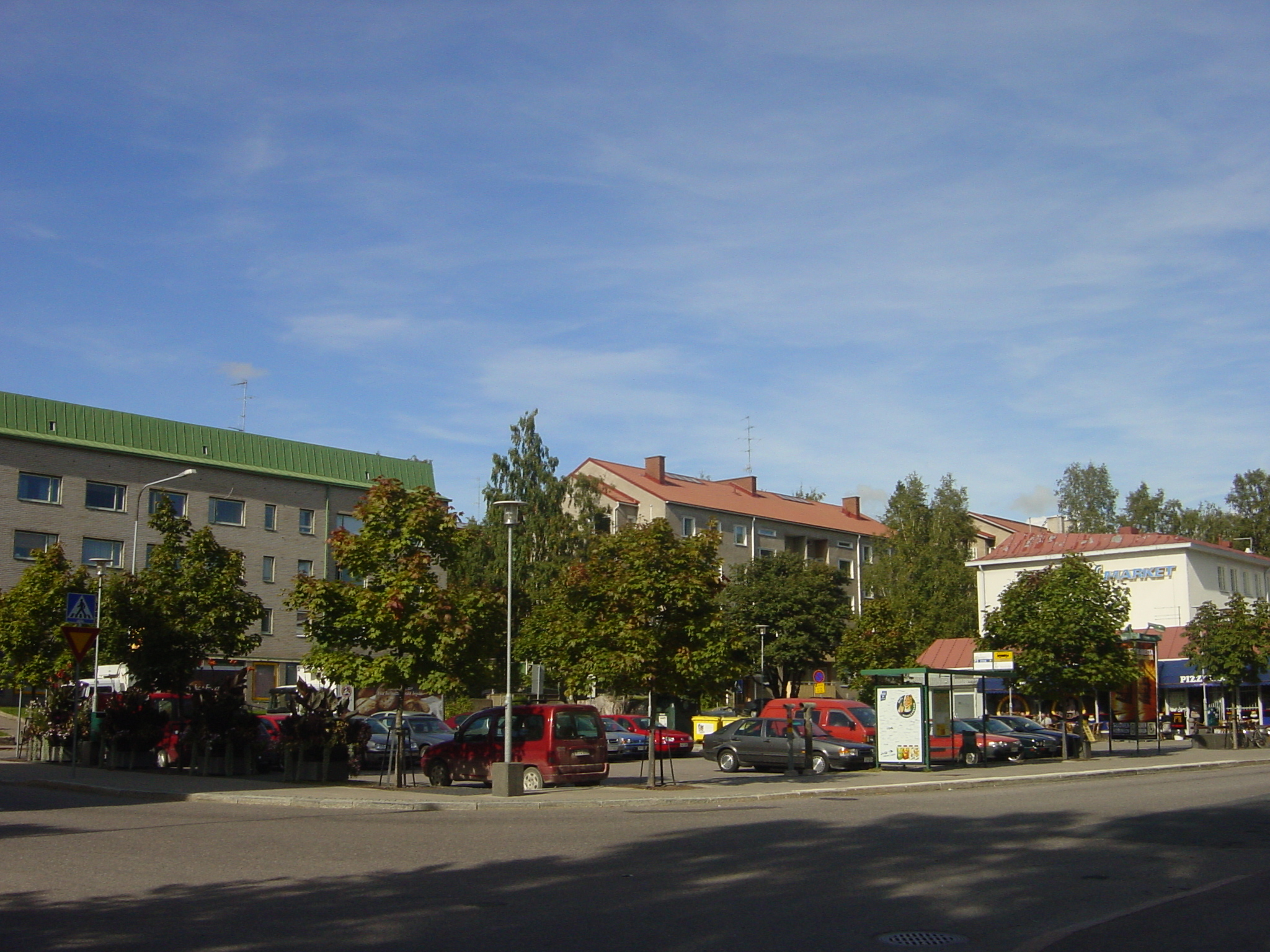
Västra Hertonäs

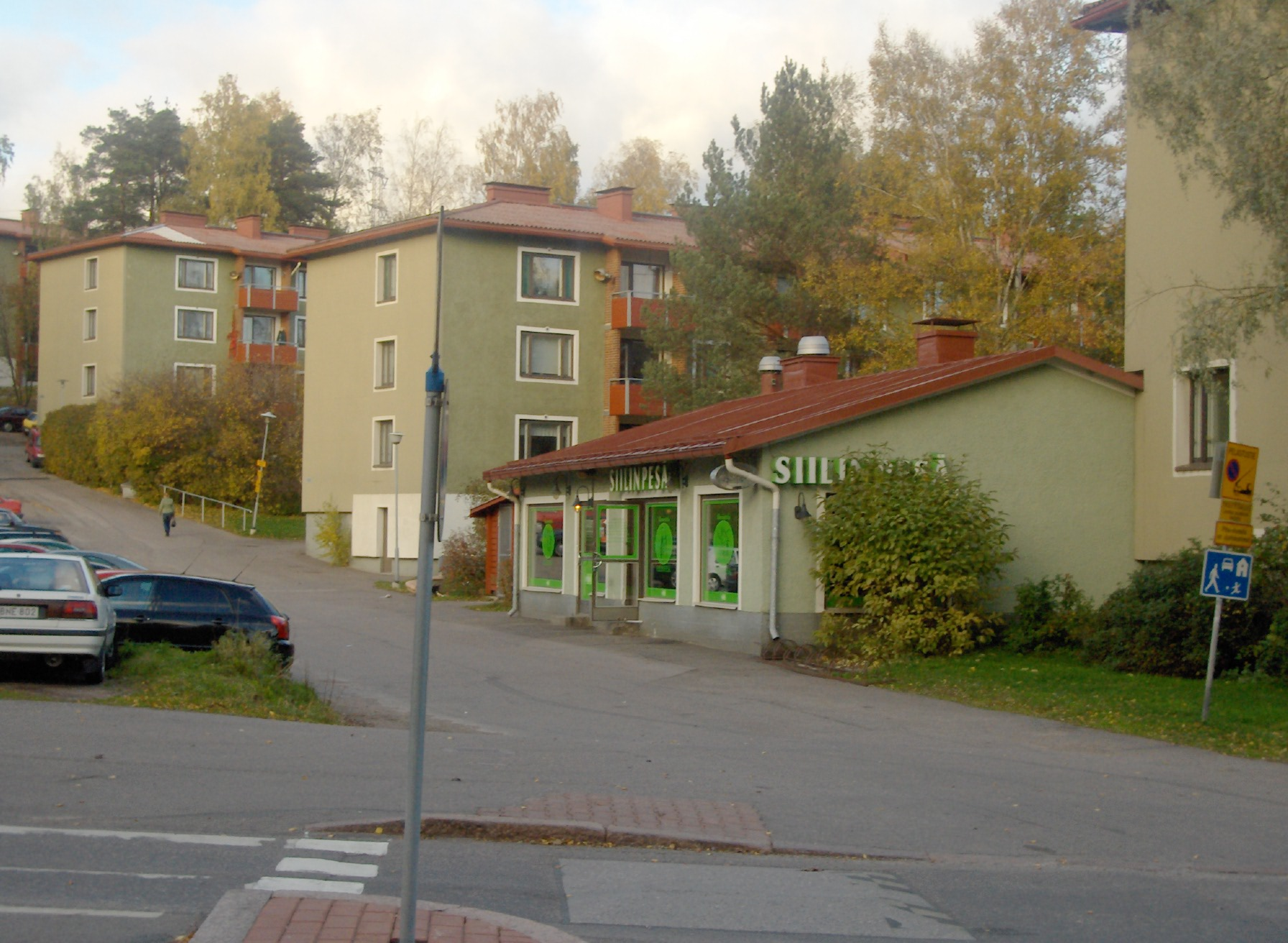
Hus kring Igelkottsvägen